# شرکت راه‌آهن سوتتسو
شرکت راه‌آهن ساگامی (به ژاپنی: 相模鉄道株式会社, Sagami tetsudō Kabushikigaisha) یک شرکت خط‌آهن خصوصی است که دارای سه خط‌آهن در استان کاناگاوا است.  